# Airora bituberculata
Airora bituberculata is een keversoort uit de familie schorsknaagkevers (Trogossitidae). De wetenschappelijke naam van de soort werd in 1905 gepubliceerd door Albert Léveillé.